# Echinodorus glandulosus
Echinodorus glandulosus là một loài thực vật có hoa trong họ Alismataceae. Loài này được Rataj mô tả khoa học đầu tiên năm 1969.